# Paradelphomyia (Oxyrhiza) perumbrosa
Paradelphomyia (Oxyrhiza) perumbrosa is een tweevleugelige uit de familie steltmuggen (Limoniidae). De soort komt voor in het Oriëntaals gebied.